# 1922 en Australie
Chronologie de l'Australie
- 1918
- 1919
- 1920
- 1921
- 1922
- 1923
- 1924
- 1925
- 1926

Cette page concerne les évènements survenus en 1922 en Australie  :

## Évènements
- 14 février : Les femmes sont autorisées à se présenter aux élections législatives en Tasmanie.
- 22 mars : Le Conseil législatif du Queensland, la chambre haute du Parlement du Queensland, est aboli.
- 10 juin : Des élections générales sont organisées en Tasmanie (en), qui se soldent par un parlement sans majorité.
- 3 juillet : Le Queensland abolit la peine capitale, premier État australien à le faire.
- 12 août : Le Country Party et le Nationalist Party forment un gouvernement de coalition en Tasmanie, avec John Hayes (en) comme Premier ministre.
- 16 décembre : Élections fédérales

## Science et technologie
- 21 septembre : Une éclipse solaire totale (en) se produit en Australie, permettant aux scientifiques de tester la théorie générale de la relativité d'Albert Einstein.

## Arts et littérature

### Littérature
- 1922 en littérature australienne (en)

## Sport
- 1er-9 décembre : Championnat de tennis d'Australasie 1922
  - Simples dames - Double dames - Double mixte

## Création
- Box Hill United FC (en) (football)
- Cricket ACT (en)
- Société astronomique de Victoria (en)

## Dissolution - Fermeture
- The Independent (en) (quotidien)
- Queen's Theatre, Melbourne (en)

## Naissance
- Densey Clyne (en), naturaliste.
- Geoff Mack (en), musicien.
- Anthony Synnot (en), officier de marine.

## Décès
- Elizabeth Hope, évangéliste.
- Roy Redgrave (en), acteur.
- Ellis Rowan (en), illustratrice botanique.